# Bêtes à craquer
Pour les articles homonymes, voir Animal crackers.
Bêtes à craquer (Animal Crackers) est une série télévisée d'animation franco-canadienne en 78 épisodes de 13 minutes, créée par Joseph Mallozzi et produite par Micheline Charest et Ronald A. Weinberg de Cinar et par Alphanim d'après la bande dessinée de Roger Bollen et diffusée au Canada entre le 7 septembre 1997 et le 12 septembre 1999 sur Télétoon et en France à partir du 19 septembre 1999 sur La Cinquième dans les émissions Ça tourne Bromby et Debout les Zouzous.

## Synopsis
Cette série met en scène des animaux sauvages qui vivent dans une réserve naturelle en plein cœur de l'Afrique. Parmi ces animaux se trouvent :
1. Léo le lion, brave tout autant que nigaud
2. Eugène, l'éléphant cynique et coléreux
3. Gnou le gnou, chef sans autorité de son troupeau
4. Dodo le dodo dernier représentant de son espèce, cherchant par tous les moyens à s'envoler (avec une obstination qui n'est pas sans rappeler celle de Vil Coyote)

## Épisodes

### Première saison (1997)
1. À Gnou la victoire
2. Eugène est génial
3. Les fouilles, ça creuse
4. Entraînement sauvage
5. Un trésor très ordinaire
6. La tornade blanche
7. Un lion très mordu
8. Chair beau-père
9. Vraie ou phobie ?
10. Une fièvre canaille
11. Pachyderme que ça
12. Allegro mon troupeau
13. Un petit coin-coin de paradis
14. La vidéo des bêtes
15. Malle de vivre
16. Enfant d'éléphant
17. Dodo détective
18. Tel esprit qui croyait prendre
19. Un voyant très allumé
20. Polaire de rien
21. Régime petits poids
22. Shakespeare que tu crois
23. Amoureux transi, rendez-vous glaçant
24. Laine oh ma laine !
25. Je vous invite à prendre un pro
26. Un intrus vaut mieux que deux

### Deuxième saison (1998)
1. Dodo l'éléphant do
2. J'ai rendez-vous avec Gnou
3. Une équipe épique
4. Garde avoue
5. En avant arche
6. Légataire minus
7. Ovni qui soit mal y pense
8. Domestique en toc
9. Délinquant reviendras-tu ?
10. Vautour de vis
11. Ça passe ou ça classe
12. Origines toniques
13. Ça grippe quelque part
14. Coquille en veut
15. Où es-tu Léo ?
16. Qui s'y fie
17. Anniversaire à rien
18. Les couleurs de l'amour
19. Infos boulot, dodo
20. Ça reste entre gnous
21. Fan d'éléphant
22. Hystérie touristique
23. L'as des astres
24. Gnou, c'est à vous
25. Vol au-dessus d'un nid de dodos
26. Un ami sincère ça sert

### Troisième saison (1999)
1. Qui ne parle pas consent
2. Paris Freeborn
3. Le magnétique d'Eugène
4. Citizen Eugène
5. Phobies sur commande
6. Dodo vole
7. Elle court, elle court la rumeur
8. Délit direct
9. Le grand nettoyage
10. Freeborn sur le net
11. Au nom de Lana je vous arrête
12. Coup d'étoile
13. La folie du volcan
14. L'amour est aveugle
15. Faites un vœu
16. Eugène a du courrier
17. SOS
18. Gloire, fortune et folie
19. Il était une fois
20. Le procès
21. Bouh !
22. La fontaine de jouvence
23. Supergnou
24. Escapade nocturne
25. La chasse au trésor
26. Légendes urbaines

## Voix

### Voix anglaises
- A.J. Henderson (voix additionnelles)
- Simon Peacock (voix additionnelles)

### Voix françaises
- Bernard Tiphaine : Eugène l'éléphant
- Guillaume Lebon : Léo le lion
- Antoine Nouel : Dodo
- Gérard Surugue : le crocodile et voix diverses
- Michel Mella : Gnou
- Jean-François Kopf : Roland le buffle
- Jean-Claude Montalban : l'homme au caméscope
- Virginie Méry : Lana, sa mère et la femme de l'homme au caméscope[réf. nécessaire]